# 1292 Advanced Programmable Video System
La 1292 Advanced Programmable Video System est une console de jeux vidéo 8-bits à cartouches produite par Radofin et sortie en 1976. Elle fait partie d'un groupe de consoles au logiciel compatible qui comprend l'Interton VC4000 et la Voltmace Database. La 1292 Advanced Programmable Video System contient son bloc d'alimentation à l'intérieur de la console au lieu d'un bloc d'alimentation externe.

## Spécifications techniques

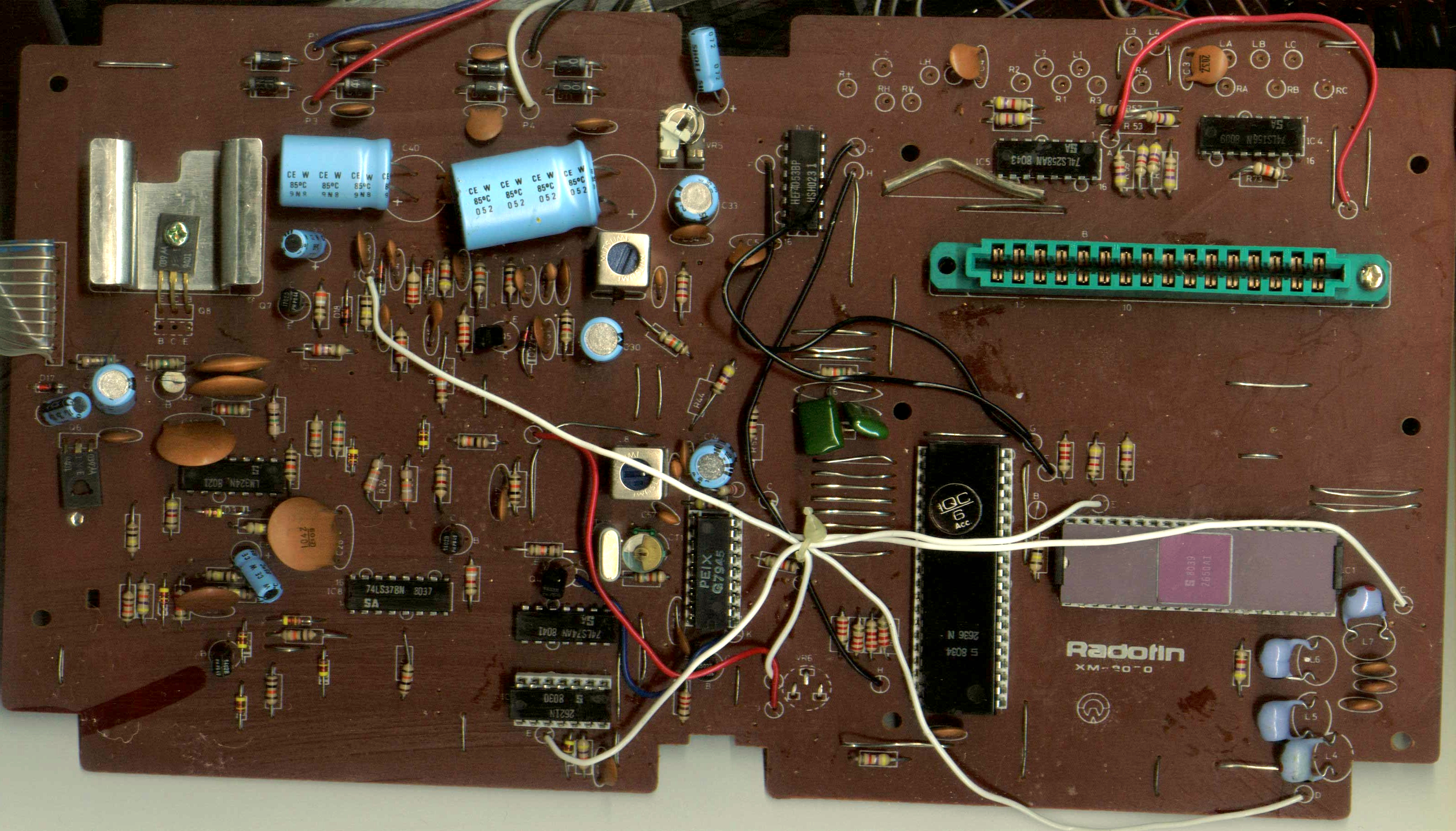
Circuit imprimé de l'Acetronic MPU-1000.

- Processeur: 8-bits Signetics 2650AN cadencé à 4.43 MHz
- Coprocesseur audiovisuel (chipset vidéo, processeur entrées-sorties): Signetics 2636N cadencé à 3.58 MHz, dirige 32 Ko de mémoire dans des banques de 8 ko. Ce chipset était moins puissant que le modèle Signetics 2637N utilisé plus tard dans l'Home Arcade.
- Mémoire: 43 bytes

### Graphismes
- Sprites: 4 sprites avec une seule couleur (1 peut avoir 8 couleurs)
- 1 ligne pour afficher le score à 4 chiffres au format BCD
- Le fond est constitué d'une série de lignes alternées

### Divers
- Contrôleurs: Deux contrôleurs avec 14 boutons dont 2 de tir, et un joystick sur deux axes
- Alimentation: entrée 250V, 50 Hz; sortie 9.5V, 0.4A & 15V, 0.11A

## Versions sorties
La console a été produite par différentes compagnies et vendue sous des noms différents. Les consoles ne sont pas toutes compatibles entre elles en raison de différences dans les formes et les dimensions de la fente des cartouches (mais elles sont toutes compatibles avec les mêmes logiciels).
Voici une liste des différentes consoles divisées en familles compatibles (en raison des fentes à cartouches).
| Nom                                         | Fabricant                     | Pays        | Famille compatible                      | Notes                                                                                |
| ------------------------------------------- | ----------------------------- | ----------- | --------------------------------------- | ------------------------------------------------------------------------------------ |
| 1292 Advanced Programmable Video System     | Radofin                       |             | 1292 Advanced Programmable Video System | aussi connue sous le nom "Radofin Programmierbares Video System" en Allemagne (1976) |
| 1392 Advanced Programmable Video System     | Radofin                       |             | 1292 Advanced Programmable Video System | (1976)                                                                               |
| HMG-1292 Advanced Programmable Video System | Hanimex                       |             | 1292 Advanced Programmable Video System |                                                                                      |
| HMG-1392 Advanced Programmable Video System | Hanimex                       |             | 1292 Advanced Programmable Video System |                                                                                      |
| Force 2                                     | Fountain                      |             | 1292 Advanced Programmable Video System |                                                                                      |
| 1292 Advanced Programmable Video System     | Fountain                      |             | 1292 Advanced Programmable Video System |                                                                                      |
| 1392 Advanced Programmable Video System     | Fountain                      |             | 1292 Advanced Programmable Video System |                                                                                      |
| Advanced Programmable Video System          | Grandstand                    |             | 1292 Advanced Programmable Video System |                                                                                      |
| Lansay 1392                                 | Lansay                        |             | 1292 Advanced Programmable Video System |                                                                                      |
| PP-1292 Advanced Programmable Video System  | Audiosonic                    |             | 1292 Advanced Programmable Video System |                                                                                      |
| PP-1392 Advanced Programmable Video System  | Audiosonic                    |             | 1292 Advanced Programmable Video System |                                                                                      |
| VC-6000                                     | Prinztronic                   |             | 1292 Advanced Programmable Video System | (1976)                                                                               |
| Tournament                                  | Prinztronic                   |             | 1292 Advanced Programmable Video System |                                                                                      |
| MPU-1000                                    | Acetronic                     |             | 1292 Advanced Programmable Video System | (1979)                                                                               |
| MPU-2000                                    | Acetronic                     |             | 1292 Advanced Programmable Video System | (1979)                                                                               |
| Database                                    | Videomaster                   |             | Database                                |                                                                                      |
| Database                                    | Waddington/Voltmace           | Royaume-Uni | Database                                |                                                                                      |
| Television Computer System                  | Rowtron                       | Royaume-Uni | Television Computer System              |                                                                                      |
| Jeu Video TV                                | Karvan                        | France      | Video TV Game                           |                                                                                      |
| OC-2000                                     | Societe Occitane Electronique | France      | Video TV Game                           |                                                                                      |
| MPT-05                                      | ITMC                          |             | MPT-05                                  |                                                                                      |
| Super Play Computer 4000                    | Grundig                       | Allemagne   | Interton VC4000                         |                                                                                      |
| VC4000                                      | Interton                      |             | Interton VC4000                         | (1978)                                                                               |